# Austrocarabodes davisi
Austrocarabodes davisi är en kvalsterart som först beskrevs av Balogh och Sandór Mahunka 1969.  Austrocarabodes davisi ingår i släktet Austrocarabodes och familjen Carabodidae. Inga underarter finns listade.